# I, a Man
I, a Man (de 1967) é um filme experimental de Andy Warhol, filmado em meados de julho de 1967, e que traz no elenco Tom Baker, Ivy Nicholson, Ingrid Superstar, Cynthia May, Bettina Coffin, Ultra Violet, Nico e Valerie Solanas.
Andy Warhol colocou Valerie Solanas no filme para compensar um roteiro que ela havia dado a ele, chamado "Up Your Ass", e que, acidentalmente, acabou perdendo. Mais tarde, ela atiraria em Andy Warhol, tentando matá-lo.
De acordo com uma biografia de Jim Morrison, lançada em 2004, Morrison havia concordado em aparecer no filme, ao contrário de Nico. No entanto, os empresários do The Doors disseram para Jim Morrison ficar fora do projeto.
O título deste filme é uma paródia ao filme erótico sueco, "I, a Woman" (de 1965), que acabou sendo lançado nos Estados Unidos em outubro de 1966.